# Hate Eternal
A Hate Eternal egy amerikai death metal együttes, mely a Florida államban található St. Petersburg-ban alakult 1997-ben. A zenekart Erik Rutan énekes/gitáros alapította, aki korábban a Ripping Corpse és a Morbid Angel tagja is volt. Eddigi pályafutásuk során négy nagylemezt jelentettek meg, melyek közül az utolsón, a 2008-ban megjelent Fury and Flames címűn Alex Webster kezelte a basszusgitárt, aki főállásban a Cannibal Corpse tagja.

## Pályafutás
Az együttest Erik Rutan eredetileg csak mellékprojektként alapította, ekkoriban nemcsak a Morbid Angel tagja volt, de egy Alas nevű formációban is játszott.
A zenekar első felállása 1997-ben alakult ki, amelyben Erik Rutan mellett Jared Anderson énekes/basszusgitáros, Tim Yeung dobos és Doug Cerrito egykori Suffocation gitáros volt megtalálható. A Hate Eternal nevet egy régebbi Ripping Corpse demón található hasonló című szám alapján vették fel. 1999-ben jelent meg a debütáló album, mely a Conquering the Throne címet kapta. A korongot nagy várakozás előzte meg a death metal rajongók részéről. Ugyan az albumon érezhető volt a Morbid Angel hatása, de a kritikák kedvezőek voltak.
2002-ben több változás is bekövetkezett a zenekar életében. Tim Yeung helyére Derek Roddy került, aki korábban a Nile, a Divine Empire és a Malevolent Creation zenekarokban játszott. Valamint Erik Rutan bejelentette, hogy kilép a Morbid Angelből, hogy minden idejét a Hate Eternalnak szentelhesse.
2002-ben jelent meg a King of All Kings album, melyet trió felállásban rögzítettek. Rutan mellett Anderson és Roddy volt hallható. A megjelenést világkörüli turné követte, de a sikerekhez nagyban hozzájárult a Powers That Be videóklipje is, mely az MTV2 Headbanger's Ball műsorában volt látható.
Ezt követően Jared Anderson elhagyta a zenekart, miután elismerte, hogy kábítószer problémákkal küszködik. Helyére Randy Piro került, akivel befejezték a félbeszakadt turnét, mely 2003 decemberében ért véget.
2004-ben megkezdődtek az I, Monarch felvételei. Az albumot az ősz folyamán kezdték rögzíteni és júniusban látott napvilágot. Az albumot a közönség és a kritika egyaránt lelkesen fogadta, dicsérve a lemez változatosságát, a tagok hangszeres játékát, kiemelten Derek Roddy gyors és technikás dobolását.
2005 nyarán az Egyesült Államokban turnéztak, de üzleti okokra hivatkozva az őszre tervezett európai turnét lemondani kényszerültek. Derek Roddy 2006 márciusában bejelentette távozását.
2006-ban megjelent a zenekar első DVD kiadványa The Perilous Fight címmel. 2006 októberében meghalt Jared Anderson, a zenekar korábbi tagja. Ezt követően Kevin Talley került Roddy helyére, aki korábban a Dying Fetus dobosa volt, de ő csak az amerikai koncerteken dobolt, az európai turnéra már Reno Killerich csatlakozott hozzájuk. 2007. július 26-án Erik Rutan bejelentette, hogy Jade Simonetto lett az együttes állandó dobosa.
Ezt követően a Metal Blade Records kiadóhoz szerződtek. A negyedik nagylemez Fury and Flames címmel 2008. február 19-én jelent meg. A lemezen Alex Webster basszusgitározott, aki főállásban a Cannibal Corpse tagja.
A lemezt népszerűsítő turnén még Alex játszott, de 2010-től már JJ Hrubocvak a zenekar basszusgitárosa.
Következő stúdióalbumuk 2011 májusában jelent meg Phoenix Amongst The Ashes címmel, szintén a Metal Blade égisze alatt.

## Tagok
Jelenlegi tagok
- Erik Rutan - gitár/ének (ex-Morbid Angel, Ripping Corpse)
- JJ Hrubocvak - basszusgitár (Vile)
- Jade Simonetto - dob (ex-Camilla Rhodes, ex-The Plasmarifle)

Korábbi tagok
- Shaune Kelley - gitár (ex-Ripping Corpse, Dim Mak
- Jared Anderson - basszusgitár/ének (elhunyt 2006. október 14-én)
- Randy Piro - basszusgitár/ének
- Derek Roddy - dob

Stúdióvendégek, turnékisegítők
- Alex Webster - basszusgitár 1997-ben és a 2008-as Fury and Flames albumon.
- Doug Cerrito - gitáros az 1999-es Conquering the Throne albumon.
- Tim Yeung - dobos az 1997-es promo anyagon és az 1999-es Conquering the Throne albumon.
- Kevin Talley - kisegítő dobos a 2006-os észak-amerikai turnén.
- Reno Kiilerich - kisegítő dobos a 2006-os európai turnén.
- Katy Decker - vendégénekes a Fury and Flames album "Coronach" című dalában.

## Diszkográfia
- 1999: Conquering the Throne
- 2002: King of All Kings
- 2005: I, Monarch
- 2006: The Perilous Fight (DVD)
- 2008: Fury and Flames
- 2011: Phoenix Amongst The Ashes
- 2015: Infernus
- 2018: Upon Desolate Sands

## Fordítás
- Ez a szócikk részben vagy egészben  a   Hate Eternal című angol Wikipédia-szócikk fordításán alapul.  Az eredeti cikk szerkesztőit annak laptörténete sorolja fel. Ez a jelzés csupán a megfogalmazás eredetét és a szerzői jogokat jelzi, nem szolgál a cikkben szereplő információk forrásmegjelöléseként.

## További információ
- Myspace oldal